# Fryderyk Tuta
Fryderyk Tuta, niem. Friedrich Tuta (ur. 1269, zm. 16 sierpnia 1291) – margrabia Landsbergu od 1285, margrabia Miśni od 1288 i margrabia Łużyc w 1288 z dynastii Wettinów.
Fryderyk był synem margrabiego Landsbergu Dytryka. W 1285 zastąpił ojca na tronie Landsbergu. W 1285 sprzedał część posiadłości arcybiskupstwu Magdeburga. Po śmierci dziadka, Henryka III Dostojnego w 1288 opanował część Miśni i Łużyc. Łużyce już wkrótce jednak utracił na rzecz kuzyna, Diezmanna, który otrzymał też część Landsbergu. 
Fryderyk pragnął na powrót połączyć wszystkie ziemie Wettinów pod jednym panowaniem, na przeszkodzie w realizacji tego celu stanęła jednak jego wczesna śmierć w 1291. Wobec braku męskiego potomka Landsberg przypadł jego stryjowi Albrechtowi II Wyrodnemu (ten niemal natychmiast sprzedał go margrabiom brandenburskim). Z tego samego powodu Miśnię zagarnął wkrótce król Niemiec Adolf z Nassau, który stwierdził, że wobec braku spadkobierców Tuty winna ona przejść bezpośrednio w ręce królewskie.
Od 1287 Fryderyk był żonaty z Katarzyną, córką księcia Dolnej Bawarii Henryka XIII. Ich jedyny syn zmarł w niemowlęctwie, mieli ponadto córkę Elżbietę.
Przydomek "Tuta" funkcjonował prawdopodobnie już za życia Fryderyka. Jego pochodzenie nie jest pewne, przypuszcza się jednak, że może pochodzić od słowa Stammler czyli "Jąkała".